# Modèle à éléments distribués
Cet article est un exemple du domaine des systèmes électriques, qui est un cas particulier des systèmes à éléments distribués.

Fig.1 Ligne de transmission. Le modèle à éléments distribués appliqué à une ligne de transmission.

En génie électrique, le modèle à éléments distribués ou modèle de ligne de transmission des circuits électriques suppose que les attributs du circuit (résistance, capacité et inductance) sont distribués de manière continue dans tout le matériel du circuit. Cela contraste avec le modèle à éléments groupés plus courant, qui suppose que ces valeurs sont groupées dans des composants électriques discrets qui sont reliés par des fils parfaitement conducteurs. Dans le modèle à éléments distribués, chaque élément du circuit est infiniment petit et les fils reliant les éléments ne sont pas supposés être des conducteurs électriques parfaits ; c'est-à-dire qu'ils ont une impédance.  Contrairement au modèle à éléments groupés, il suppose un courant non uniforme le long de chaque branche et une tension électrique non uniforme le long de chaque fil.  
Le modèle distribué est utilisé lorsque la longueur d'onde devient comparable aux dimensions physiques du circuit, ce qui rend le modèle forfaitaire inexact. Cela se produit à haute fréquence, où la longueur d'onde est très courte, ou sur les lignes de transmission à basse fréquence, mais très longues, telles que les lignes électriques aériennes (en).

## Applications
Le modèle à éléments distribués est plus précis mais plus complexe que le modèle à éléments groupés.  L'utilisation d'infinitésimaux nécessitera souvent l'application du calcul infinitésimal, alors que les circuits analysés par le modèle à éléments groupés peuvent être résolus avec l'algèbre linéaire.  Le modèle distribué n'est donc généralement appliqué que lorsque la précision l'exige.  L'emplacement de ce point dépend de la précision requise dans une application spécifique, mais il doit essentiellement être utilisé dans les circuits où les longueurs d'onde des signaux sont devenues comparables aux dimensions physiques des composants. Une règle empirique d'ingénierie souvent citée (à ne pas prendre au pied de la lettre car il existe de nombreuses exceptions) est que les parties plus grandes qu'un dixième de longueur d'onde doivent généralement être analysées en tant qu'éléments distribués.

### Lignes de transmission
Les lignes de transmission sont un exemple courant de l'utilisation du modèle distribué. Son utilisation est dictée par le fait que la longueur de la ligne correspond généralement à plusieurs longueurs d'onde de la fréquence de fonctionnement du circuit.  Même pour les basses fréquences utilisées sur les lignes de transport d'électricité, un dixième de longueur d'onde ne représente qu'environ 500 kilomètres à 60 Hz. Les lignes de transmission sont généralement représentées en termes de constantes de ligne primaires (en), comme le montre la figure 1. À partir de ce modèle, le comportement du circuit est décrit par les constantes de ligne secondaires (en), qui peuvent être calculées à partir des constantes primaires.
Les constantes de ligne primaires sont normalement considérées comme constantes en fonction de la position le long de la ligne, ce qui permet une analyse et un modèle particulièrement simples.  Cependant, ce n'est pas toujours le cas, les variations des dimensions physiques le long de la ligne entraîneront des variations des constantes primaires, c'est-à-dire qu'elles doivent maintenant être décrites comme des fonctions de la distance. Le plus souvent, une telle situation représente un écart indésirable par rapport à l'idéal, comme une erreur de fabrication, mais il existe un certain nombre de composants pour lesquels de telles variations longitudinales sont délibérément introduites dans le cadre de la fonction du composant. Un exemple bien connu est celui de l'antenne cornet (télécommunications).
Lorsque des réflexions (en) sont présentes sur la ligne, de très courtes longueurs de ligne peuvent exposer des effets (en) qui ne sont tout simplement pas prévus par le modèle de l'élément grégaire. Une ligne d'une longueur égale au quart de la longueur d'onde (ou quart d'onde), par exemple, transformera l'impédance électrique terminale en son impédance duale (en). Il peut s'agir d'une impédance très différente.

### Transistors à haute fréquence

Fig.2. La région de base d'un transistor à jonction bipolaire peut être modélisée comme une ligne de transmission simplifiée.

Un autre exemple de l'utilisation d'éléments distribués est la modélisation de la région de base d'un transistor à jonction bipolaire à haute fréquence. L'analyse des porteurs de charge traversant la région de base est imprécise lorsque la région de base est simplement traitée comme un élément unique.  Un modèle plus efficace est un modèle simplifié de ligne de transmission, qui inclut la résistance de masse distribuée du matériau de base et la capacité distribuée du substrat.  Ce modèle est représenté à la figure 2.

### Mesures de résistivité

Fig. 3. Montage simplifié pour la mesure de la résistivité d'un matériau en vrac à l'aide de sondes de surface.

Dans de nombreuses situations, il est souhaitable de mesurer la résistivité d'un matériau en vrac en appliquant un réseau d'électrodes (en) à la surface. Parmi les domaines qui utilisent cette technique, on peut citer la géophysique (parce qu'elle évite d'avoir à creuser dans le substrat) et l'industrie des semi-conducteurs (pour la même raison qu'elle est non intrusive) pour tester les wafers de silicium. L'arrangement de base est illustré dans la figure 3, bien que normalement, plus d'électrodes soient utilisées.  Pour établir une relation entre la tension et le courant mesurés d'une part, et la résistivité du matériau d'autre part, il est nécessaire d'appliquer le modèle des éléments distribués en considérant le matériau comme un réseau d'éléments de résistance infinitésimaux.  Contrairement à l'exemple de la ligne de transmission, la nécessité d'appliquer le modèle à éléments répartis découle de la géométrie de l'installation et non de considérations relatives à la propagation des ondes.
Le modèle utilisé ici doit être véritablement tridimensionnel (les modèles de lignes de transmission sont généralement décrits par des éléments d'une ligne unidimensionnelle).  Il est également possible que les résistances des éléments soient des fonctions des coordonnées ; en effet, dans l'application géophysique, il se peut que les régions de résistivité modifiée soient celles-là mêmes que l'on souhaite détecter.

### Enroulements de bobine d'inductance

Fig. 4. Modèle possible d'une bobine à éléments distribués. Un modèle plus précis nécessiterait également des éléments de résistance en série avec les éléments d'inductance.

Un autre exemple où un simple modèle unidimensionnel ne suffit pas est celui des enroulements d'une bobine. Les bobines d'inductance filaires ont une capacité entre les spires adjacentes (ainsi qu'entre les spires plus éloignées, mais l'effet diminue progressivement). Pour un solénoïde à une seule couche, la capacité distribuée se situe principalement entre les spires adjacentes, comme le montre la figure 4, entre les spires T1 et T2, mais pour les enroulements à plusieurs couches et les modèles plus précis, la capacité distribuée vers d'autres spires doit également être prise en compte. Ce modèle est assez difficile à traiter dans des calculs simples et, dans la plupart des cas, il est évité. L'approche la plus courante consiste à regrouper toute la capacité distribuée en un seul élément forfaitaire en parallèle avec l'inductance et la résistance de la bobine. Ce modèle forfaitaire fonctionne bien aux basses fréquences mais s'effondre aux hautes fréquences où la pratique habituelle consiste simplement à mesurer (ou à spécifier) un coefficient de qualité Q global pour la bobine sans y associer un circuit équivalent spécifique.